# Eugène Roumagoux
Eugène Roumagoux, né à Trets (Bouches-du-Rhône) le 13 décembre 1877, et décédé à Oppède (Vaucluse) le 19 août 1948, est un homme politique français.

## Biographie
Il est médecin généraliste de formation. 
Après son élection, en 1913, comme conseiller général, puis, en 1919, comme maire d'Oppède, il est nommé, en août 1921 vice-président de l'assemblée départementale de Vaucluse. C'est en 1928 qu'il est élu député de Vaucluse, mais ne brigue pas de nouveau mandat en 1936.
Le stade d'Oppède, ainsi qu'une compétition locale de football amateur (Coupe Roumagoux) portent son nom.